# J. Michel Doyon

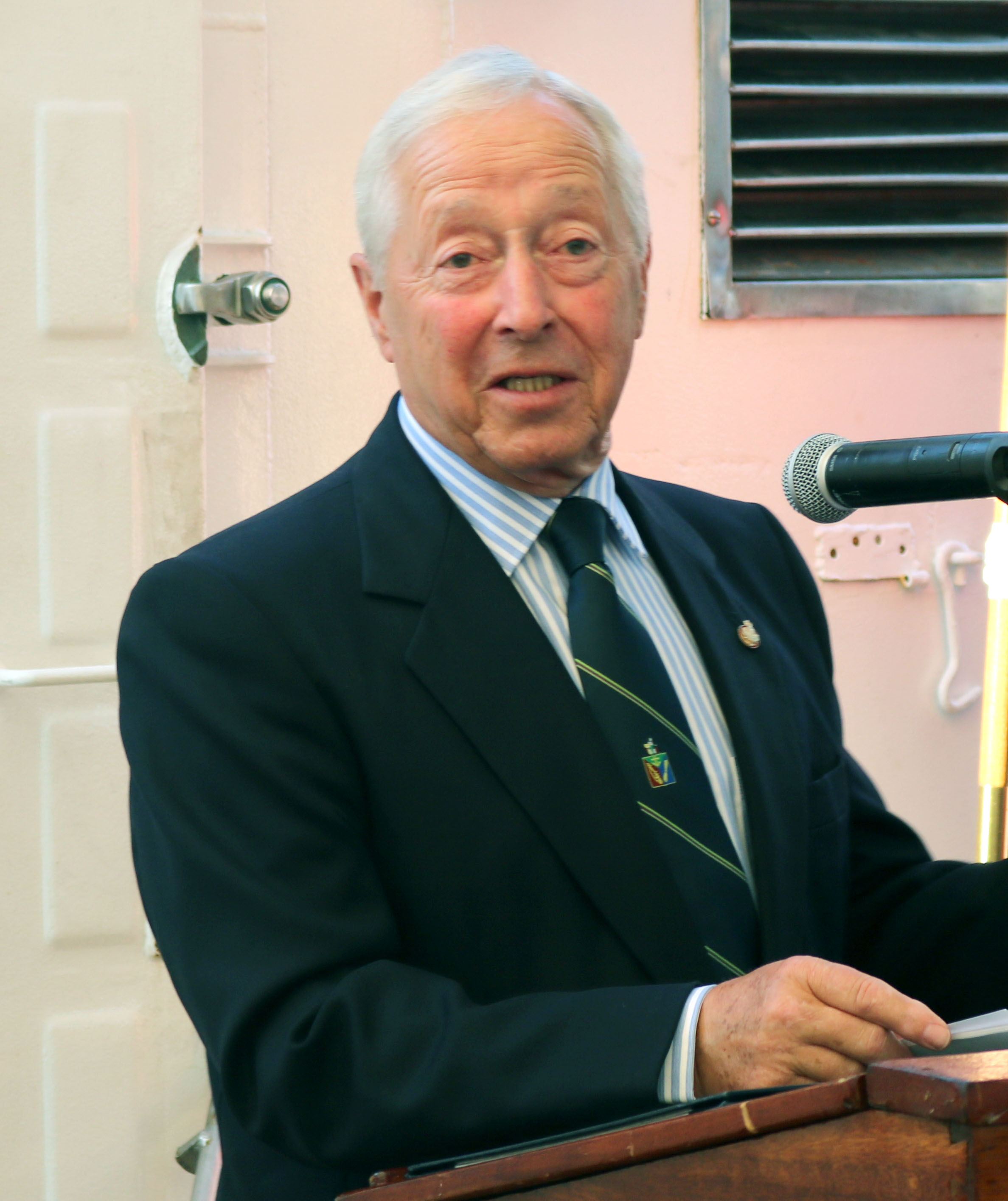
J. Michel Doyon (2017)

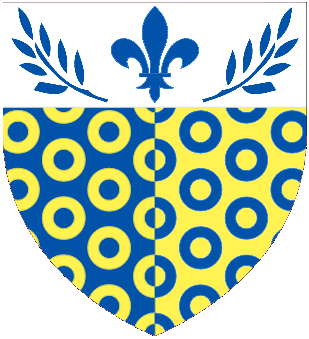
Wappen von J. Michel Doyon

Joseph Michel Doyon (* 20. April 1943 in Québec) ist ein kanadischer Jurist, Historiker, Hochschullehrer und Politiker, der unter anderem zwischen 2015 und 2024 Vizegouverneur von Québec war.

## Leben
Joseph Michel Doyon, Sohn von Josaphat Doyon und dessen Ehefrau Cécile Gingras, begann nach dem Schulbesuch ein Geschichtsstudium an der Laurentian University, welches er 1964 mit einem Bachelor of Arts (B.A. History) beendete. Ein darauf folgendes postgraduales Studium der Geschichte an der Universität Laval schloss er 1966 mit einem Master of Arts (M.A. History) ab und erwarb zudem 1967 einen Abschluss an der École normale supérieure. Er unterrichtete zwischen 1966 und 1971 als Geschichtslehrer an der Regionalschule Saint-Antoine-de-Tilly sowie dem Collège d’enseignement général et professionnel CEGEP in Sainte-Foy sowie von 1967 bis 1968 als Gastprofessor  an der Laurentian University. Während seines Studiums fungierte er von 1965 bis 1967 als Präsident der „Association des étudiants progressistes-conservateurs du Québec“, der Studentenvereinigung der Studenten der progressiv-konservativen Union nationale, sowie als nationaler Vizepräsident der „Young Conservatives of Canada“, der Jugendorganisation der Progressiv-konservativen Partei Kanadas, und fungierte zudem zwischen 1966 und 1972 als Präsident der Politischen Kommission dieser Partei für die Provinz Québec. 1971 schloss er ein weiteres postgraduales Studium der Rechtswissenschaften an der Universität Laval mit einem Lizenziat (Licence en droit) ab und erhielt 1972 seine anwaltliche Zulassung in der Provinz Québec.
Daraufhin übernahm Doyon zwischen 1972 und 1986 eine Lehrtätigkeit als Dozent für Handels- und Gesellschaftsrecht und Mitglied des Prüfungs- und Korrekturausschusses der Berufsschule der Anwaltskammer von Québec. Daneben erwarb er 1978 den Doktortitel in Geschichte und schloss zudem 1984 ein Doktoratsstudium der Philosophie an der Universität Laval ab. Er fungierte darüber hinaus von 1979 bis 1982 Treuhänder des Roger Demers-Stiftung sowie zwischen 1979 und 1984 als Gründer und Präsident der François-Charron-Stiftung. Bei der kanadischen Unterhauswahl am 18. Februar 1980 kandidierte er für die Progressiv-konservative Partei im Wahlkreis „Louis-Hébert“ für ein Mandat im Unterhaus von Kanada, unterlag dabei aber dem Wahlkreisinhaber Dennis Dawson von der Liberalen Partei Kanadas.
J. Michel Doyon war im Anschluss zwischen 1984 und 2015 als Rechtsanwalt in der Anwaltskanzlei „Gagné, Letarte“ sowie des Weiteren von 1988 bis 1993 als Dozent an der juristischen Fakultät der Universität Laval tätig. Daneben engagierte er sich von 2002 bis 2003 erst als Vizepräsident und danach zwischen 2003 und 2004 als Präsident der Anwaltskammer der Stadt Québec sowie zwischen 2006 und 2007 als Vizepräsident und daraufhin von 2007 bis 2007 als Präsident der Anwaltskammer der Provinz. Des Weiteren war er zwischen 1987 und 2005 Präsident des Beratenden Ausschusses zur Beilegung von Streitigkeiten im Zusammenhang mit Zahlungen anstelle von Steuern beim kanadischen Ministerium für öffentliche Arbeiten und Dienstleistungen sowie von 2010 bis 2011 Mitglied der Kommission für Bundeswahlkreisgrenzen in Québec sowie Mitglied mehrerer Verwaltungsräte wie zum Beispiel des Royal Québec Golf Club (1981 bis 1987), CBC/Radio-Canada (1987 bis 1998), Orchestre Symphonique de Québec (1995 bis 1999), Literary and Historical Society of Quebec (1998 bis 1999). Nachdem er von 1999 bis 2004 Ehrenoberst der 3. Staffel der Royal Canadian Air Force in Bagotville, wurde er 2004 erster Gouverneur dieser Einheit. Er wurde 2003 Mitglied des Ordre très vénérable de l’Hôpital de Saint-Jean-de-Jérusalem und wurde 2016 zum Ritter und Vizeprior des Rates dieses Ordens für Québec ernannt. 2007 erfolgte seine Ernennung zum Ehrenbürger der Stadt Lafayette in Louisiana. Zudem war er von 2008 bis 2014 Initiator der obligatorischen Weiterbildung und Mitglied des Ausschusses der obligatorischen Weiterbildung sowie zwischen 2014 und 2015 Präsident dieses Ausschusses. Weiterhin engagierte er sich von 2010 bis 2014 als Präsident des Anwaltsausschusses der Sonderkommission für würdevolles Sterben der Nationalversammlung von Québec.
Am 24. September 2015 wurde J. Michel Doyon als Nachfolger von Pierre Duchesne als Vizegouverneur von Québec vereidigt. Das Amt des Vizegouverneurs von Québec bekleidete er bis zum 25. Januar 2024 und wurde daraufhin von Manon Jeannotte abgelöst.

## Veröffentlichungen
- Le club de Golf Royal Québec, 125 ans d’histoire, 1874–1999, 1999
- Les avocats et le Barreau, une histoire…, 2009